# Bošnjaci Srbije
Bošnjaci su jedna od etničkih skupina u Srbiji.
Prema popisu stanovništva iz 2002., ukupan broj Bošnjaka u Srbiji bio je 136.087, što je 1,82 % srbijanskog stanovništva. Prema popisu, Bošnjaci su treća najveća etnička skupina u Srbiji, nakon Srba i Mađara.

## Zemljopis
Bošnjaci uglavnom žive u jugozapadnoj Srbiji, u regiji zvanoj Sandžak – njihov lokalni naziv je Sandžaklije – i čine većinu u gradovima: Novi Pazar (76,28 %), Tutin (94,23 %) i Sjenica (73,34 %). Novi Pazar je kulturno i političko središte Bošnjaka Srbije. Područje Sandžaka dijeli Srbija i Crna Gora. Bošnjaci čine većinu u istočnom Sandžaku, dok su zapadno većina Srbi. Mnogi su Bošnjaci, nakon pada Osmanlijskog Carstva, odselili u kontinentalnu Tursku. Kroz godine, veliki broj sandžačkih Bošnjaka odlazi u druge države, kao što su Bosna i Hercegovina, Turska, Njemačka, Švedska, Ujedinjeno Kraljevstvo, Kanada, itd. U vrijeme rata u Bosni i Hercegovini Muslimani u Sandžaku poistovjećuju se s Bošnjacima, pa tako i oni, kasnije, uzimaju naziv Bošnjaci.

## Povijest
Dvije trećine sandžačkih Bošnjaka ima korijene iz Crne Gore, iz koje su se pošli iseljavati 1687, kada je Turska izgubila Boku kotorsku. Iseljavanje se nastavilo i na području ostale Crne Gore 1711., kada su se pošle ubijati poturice (“istraga poturica”). Drugi razlog naseljavanja Sandžaka iz Crne Gore je taj, što se pravoslavno stanovništvo selilo iz Sandžaka prema Srbiji i Habsburškoj Monarhiji u dva vala, prvi val je bio 1687., a drugi 1740., što je Sandžak ostavilo gotovo nenaseljenim. Godine 1878, samo je Nikšić imao 20 muslimanskih obitelji, dok su ostali gradovi, koji su bili uvelike naseljeni Muslimanima, među njima Kolažin, Spuž i Grahovo, ostali bez muslimanskog življa.
Ostala trećina sandžačkih Bošnjaka dolazi iz drugih smjerova. Velik broj slavenskog muslimanskog življa mješao se s turskom administracijom i vojskom. Neki su Bošnjaci došli iz Slavonije 1687., kada je Turska izgubila područja sjeverno od Save u vrijeme Velikog turskog rata. Velik broj Muslimana dolazi iz Hercegovine nakon Hercegovačkog ustanka Srba i Hrvata protiv muslimanskih vlastodržaca. Drugi val useljavanja Bošnjaka, tj. Muslimana stiže nakon Berlinskog kongresa kada je Bosna i Hercegovina došla pod austrougarsku upravu. Posljednji val useljavanja Muslimana u Sandžak dogodio se 1908., kada je Austro-Ugarska anektirala Bosnu i Hercegovinu, prekinuvši tako svaku povezanost bosanskohercegovačkih Muslimana s Visokom Portom.

## Politika
Najsnažnija stranka Bošnjaka na Balkanu, pa tako i u Sandžaku je Stranka demokratske akcije (SDA). SDA ima korijene u BiH, ali ima i svoje podružnice u Hrvatskoj, Srbiji (Sandžak), Kosovu i Sjedinjenim Državama. U regiji Sandžak postoje dvije veće stranke koje predstavljaju Bošnjake: Stranka demokratske akcije Sandžaka, predsjednik Sulejman Ugljanin i Sandžačka demokratska stranka, predsjednik Rasim Ljajić. Ostale stranke koje predstavljaju Bošnjake su Socijalna liberalna stranka Sandžaka, čiji je vođa Bajram Omeragić, Bošnjačka demokratska stranka Sandžaka Esada Džudževića, Reformistička stranka Sandžaka Zekirije Dugopoljca, Socijaldemokratska stranka Sandžaka Naila Džemića i Stranka Sandžaka Fevizija Murića. Postoje i male stranke kao Bošnjački demokratski savez i Nacionalni pokret Sandžaka.
Dr. Sulejman Ugljanin skupio je veliku koaliciju pod zastavu SDA (zajedno s BDSS-om, socijaldemokratima, reformistima i socijalnim liberalima) - "Lista za Sandžak" koja je sudjelovala na izborima na parlamentarnim izborima u siječnju 2007. Suprotstavljeni SDP je bio u listi Tadićeve Demokratske stranke, koju podupire i Stranka Sandžaka
Izborni rezultati objavili su da je Lista Sandžaka s 33 823 glasa osvojila 2 zastupnička mjesta u parlamentu (prema dogovoru, dva bivša zastupnika, Bajram Omeragić (SLPS) i Esad Džudžević (BDSS) ostat će zastupnici). LzS je objavila da će podržati Vladu tzv. Demokratskog bloka, i formirali su listu zajedno sa Savezom vojvođanskih Mađara u Narodnoj skupštini Srbije, čiji je potpredsjednik Esad Džudžević.
Kada je Demokratska stranka osvojila gotovo milijun glasova, Ljajićev SDP dobio je 3 od 64 zastupnička mjesta u Narodnoj skupštini Srbije po dogovoru između Mustafe Mukovića, Munira Poturka i Mehmeda Omerovića). SDP će dobiti ministarstvo i imati tri zamjenika ministra u novoj Vladi Srbije, kao i upravu nad poslanstvima u islamskom svijetu.

## Religija
Sandžački Bošnjaci su većinski sunitski muslimani s bektaškom manjinom.

## Vanjske poveznice
- Informacije o Sandžaku
- Kongres sjevernoameričkih Bošnjaka
- Vijesti iz Sandžaka